# Ommatius humatus
Ommatius humatus là một loài ruồi trong họ Asilidae. Ommatius humatus được Scarbrough miêu tả năm 1993. Loài này phân bố ở vùng Tân nhiệt đới.